# 28751 Eggl
28751 Eggl este o planetă minoră (asteroid) din centura de asteroizi. A fost descoperită pe 4 aprilie 2000 la Stația Anderson Mesa de Lowell Observatory Near-Earth-Object Search și a fost numită după Siegfried Eggl⁠(d). 
Obiectul prezintă o orbită caracterizată de o semiaxă mare de 2,5207251 UAi, o excentricitate de 0,11, o înclinație de 1,7465 ° în raport cu ecliptica.